# یواس‌اس دایملر (۱۸۵۵)
یواس‌اس دایملر (۱۸۵۵) (به انگلیسی: USS Sovereign (1855)) یک کشتی بود که طول آن not known بود. این کشتی در سال ۱۸۵۵ ساخته شد.